# Tânia Burity
Tânia Cefira Gomes Burity (Luanda, 28 de septiembre de 1978) es una actriz, periodista, presentadora de radio y modelo angoleña.

## Biografía
Burity nació en Luanda, Angola. Se graduó en periodismo en el Instituto Médio de Economía de Luanda (IMEL) y luego estudió comunicación como en el Instituto Superior Privado de Angola. Burity trabajó en el campo de las ventas y el periodismo hasta que llegó al mundo artístico. Como actriz, Burity ha intervenido en diversas obras teatrales, telenovelas y películas.
De 2001 a 2004 fue conductora del programa de televisión Angola dá Sorte. En 2001, Burity protagonizó la serie de televisión Vidas Ocultas. Al año siguiente, interpretó a la estudiante Djamila en Reviravolta. En 2005, Burity interpretó a Cláudia, la protagonista de la telenovela Sede de Viver. De 2005 a 2006 interpretó a Eugénia en la miniserie 113. En 2005 y 2006, Burity fue locutora y editora del programa de radio Boa Noite Angola. En 2007, el actor Fredy Costa agredió físicamente a Burity, lo que la impidió trabajar durante dos meses. Costa fue condenado a seis meses de prisión, mientras que su exesposa Yola Araújo fue absuelta.
En 2009, Burity interpretó a la empresaria Camila en Minha Terra, Minha Mãe. Entre 2010 y 2012, fue locutora y directora del programa de radio infantil Karibrinca na Rádio. Burity también ha trabajado como modelo de pasarela y fue presentadora en Miss Luanda 2011. En 2012, interpretó a la asesora de moda Ofélia en Windeck. En 2014, fue anfitriona de Big Brother Angola. En 2016, Burity fue la presidenta de los jurados de Casting JC Models y Casting para Actores Agência Útima.
En 2018 fue una de las coprotagonistas, junto a las actrices Edusa Chindecasse, Naed Branco, Sofia Buco y Yolanda Viegas, de la versión angoleña de la obra teatral Los monólogos de la vaginadirigida por Miguel Hurst. En 2019, formó parte del jurado de la versión angoleña y mozambiqueña del programa Tu cara me suena, en el que su hermana Dicla Burity era la presentadora. En 2020 fue una de las protagonistas de la webserie Memo, de Dércio Ferreira, en la que también participaron su hermana Dicla Burity, Walter Tomás Ferreira y Sílvio Nascimento.

## Filmografía
| Año       | Título                  | Papel                | Notas                 |
| --------- | ----------------------- | -------------------- | --------------------- |
| 2001      | Vidas Ocultas           |                      | Intervención especial |
| 2002      | Reviravolta             | Djamila              | Intervención especial |
| 2005      | Sede de Viver           | Cláudia              |                       |
| 2005-2005 | 113                     | Eugenia              |                       |
| 2007      | Entre o Crime ea Paixão |                      |                       |
| 2009      | Minha Terra, Minha Mãe  | Camila               | Antagonista           |
| 2012      | Windeck                 | Ofélia Voss          | Antagonista           |
| 2014      | Gran Hermano Angola     | Presentador especial | Participante          |